# Penthea pardalis
Penthea pardalis вид жуків із родини Cerambycidae. Відомий з Австралії. Розрізнено варитет Penthea pardalis var. occidentalis.

## References
1. ↑  BioLib.cz — Penthea pardalis. Архів оригіналу за 5 травня 2021. Процитовано 14 листопада 2021.

| Ентомологія | Це незавершена стаття з ентомології. Ви можете допомогти проєкту, виправивши або дописавши її. |